# 克里斯塔尔
克里斯塔尔是巴西南大河州的一个市镇。总面积681.561平方公里，总人口7044人，人口密度10.3人/平方公里。